# Domani (Enri e Chiara Galiazzo)
Domani è un singolo del cantante italiano Enri pubblicato il 2 maggio 2024 con la partecipazione di Chiara Galiazzo.

## Descrizione
Il brano è caratterizzato dalla presenza del pianoforte e da un impianto acustico minimale ed elettronico assieme, in cui «le voci si incrociano meravigliosamente bene, come ormai non capita più nei featuring», secondo la recensione del giornale online Open. La copertina del singolo vede un pianoforte in fiamme che galleggia sul mare.

## Videoclip
Il video è uscito il 12 maggio; in esso i due artisti eseguono la canzone vestiti di bianco, su uno sfondo interamente dello stesso colore, con l'eccezione del pianoforte nero suonato da Enri.

## Tracce
Testo e musica di Enrico Coraci (ENRI)
1. Domani (feat. Chiara Galiazzo) – 2:56